# نرمين اوسيني
نرمين اوسيني (13 مارس 1980 ببريزرن في كوسوفو - ) هو لاعب كرة قدم صربي في مركز الوسط. لعب مع ملادوست لوتشاني ونادي رودار بليفليا وهايدوك كولا وFK Javor Ivanjica ‏ وFK Radnički Obrenovac ‏ وFK Radnički Beograd ‏ ونادي كولوبارا ونادي ملادينوفاك ‏.

## روابط خارجية
- نرمين اوسيني على موقع قاعدة بيانات كرة القدم.إي يو (الإنجليزية)
- نرمين اوسيني على موقع Soccerway.com (الإنجليزية)
- نرمين اوسيني على موقع عالم كرة القدم.نت (الإنجليزية)